# En el nombre de Rocío
En el nombre de Rocío es la segunda serie documental protagonizada por Rocío Carrasco, producida por La Fábrica de la Tele para Mediaset España y su emisión en Mitele Plus y Telecinco. Su estreno fue el 16 de junio de 2022 en Mitele Plus y en Telecinco el 17 de junio de 2022 en horario de máxima audiencia. Mientras que los demás episodios fueron emitidos exclusivamente cada viernes en Mitele Plus y posteriormente en abierto en Telecinco.

## Antecedentes
La familia Carrasco-Mohedano es una de las sagas familiares más conocidas de España. Rocío Jurado y Pedro Carrasco contrajeron matrimonio en 1976. De esa unión nació en 1977, Rocío Carrasco. 
En la docuserie Rocío, contar la verdad para seguir viva, Rocío Carrasco relató los supuestos abusos psicológicos y físicos a los que habría sido sometida por su primer marido, Antonio David Flores, la ruptura de la relación con su hija y la separación con su hijo, así como los hechos acontecidos en su vida desde 1994 a 2020.
En la entrevista final que hizo Rocío Carrasco en el plató del debate de la docuserie Rocío, contar la verdad para seguir viva, se confirmó que se estrenaría en Telecinco, En el nombre de Rocío, nueva docuserie protagonizada por la hija de Rocío Jurado y Pedro Carrasco, en la cual se trataría la ruptura de su relación con varios miembros de la familia Mohedano.
Carlota Corredera anunció el 3 de diciembre de 2021 en Sálvame, que justo después del puente de la Constitución, habría novedades sobre la segunda parte de la docuserie de Rocío Carrasco. El 9 de diciembre de 2021 se estrenó en Sálvame el tráiler de un homenaje especial dedicado a Rocío Jurado: El último viaje de Rocío. Este programa se emitió el martes 14 de diciembre de 2021 de 16h00 a 20h00, donde se trasladaron en directo al lugar donde se grabó En el nombre de Rocío, los 18 contenedores donde se encuentran algunas de las pertenencias de Rocío Jurado. Este es el inicio de la segunda parte de la docuserie de Rocío Carrasco.

## Sinopsis
Rocío Carrasco narra en esta serie documental, los hechos que provocaron la ruptura de su relación con algunos miembros de su familia materna.

## Formato
La docuserie comenzó a grabarse el 14 de octubre de 2021, tras un mes de trabajo previo. El 4 de febrero de 2022 en Montealto: Regreso a la casa, Rocío Carrasco afirmó que ya se había terminado de grabar la docuserie.

## Equipo

### Docuserie
ProtagonistaRocío Carrasco Mohedano.
Idea original y producción ejecutivaAdrián Madrid y Óscar Cornejo.
DirecciónAnaís Peces Marañón.
SubdirecciónMiguel Castillo, Álvaro Cuadrado y Maite García.
RealizaciónElena Carbonero, Carlos Cruz, Markel Goikoetxea, Camilo Elgueta, Beatriz Letamendia, Alonso Barragán y Mika Oliete.
Dirección de ArteGerardo Santana.
Jefe de PostproducciónBorja Almudéver.
GrafismoIsabel Cejas.
SonidoLuis Bragado.
Dirección de ContenidosMenchu González.
GuionJavier Serrano y Ane Campillo.
RedacciónMateo Navarro, Luis Marina, Marta Aparicio, Ana Iglesias y Lidia García.
DocumentaciónIsabel Arias, Alba Portales, Cristina Rielo y Patricia Noriega.
GrabaciónMaría Isabel Sánchez, Víctor Entrecanales, Rubén Zamorano, Pablo Marco, Miguel García, Hugo Alejandro Vieira, Javier de Francisco, Mikel Sahuquillo, Juan Ignacio Contreras, Armando de la Cueva, Anastasio Gordo, Miguel Aguilera, Illia Torralba y Carlos Gleiba.
Dirección de ProducciónMiquel Ramells.
ProducciónAlicia Encinas, Anna Gay, Diego Mateos y Alicia López.
Maquillaje y PeluqueríaSandra Morte.
EstilismoSusana del Coso y Mayra del Pilar Arnaiz.

### Debate
Dirección del debate en platóMiquel Rodríguez y Anaís Peces.
Presentador del debate en plató
| Presentador          | Información            | Episodios | Episodios | Episodios | Episodios | Episodios | Episodios | Episodios | Episodios | Episodios | Episodios | Episodios | Episodios | Episodios |
| Presentador          | Información            | 0-1       | 2         | 3-4       | 5         | 6         | 7         | 8         | 9         | 10        | 11        | 12        | 13        | 14        |
| -------------------- | ---------------------- | --------- | --------- | --------- | --------- | --------- | --------- | --------- | --------- | --------- | --------- | --------- | --------- | --------- |
| Jorge Javier Vázquez | Presentador titular    |           |           |           |           |           |           |           |           |           |           |           |           |           |
| María Patiño         | Presentadora sustituta |           |           |           |           |           |           |           |           |           |           |           |           |           |
| Sandra Barneda       | Presentadora titular   |           |           |           |           |           |           |           |           |           |           |           |           |           |

Colaboradores del debate en plató
| Colaboradores        | Información                                      | Episodios | Episodios | Episodios | Episodios | Episodios | Episodios | Episodios | Episodios | Episodios | Episodios | Episodios | Episodios | Episodios |
| Colaboradores        | Información                                      | 0-1       | 2         | 3-4       | 5         | 6         | 7         | 8         | 9         | 10        | 11        | 12        | 13        | 14        |
| -------------------- | ------------------------------------------------ | --------- | --------- | --------- | --------- | --------- | --------- | --------- | --------- | --------- | --------- | --------- | --------- | --------- |
| Paloma García-Pelayo | Periodista y colaboradora de televisión          |           |           |           |           |           |           |           |           |           |           |           |           |           |
| Carlos Ferrando      | Periodista                                       |           |           |           |           |           |           |           |           |           |           |           |           |           |
| María Patiño         | Presentadora y colaboradora de televisión        |           |           |           |           |           |           |           |           |           |           |           |           |           |
| Isabel Rábago        | Periodista, abogada y colaboradora de televisión |           |           |           |           |           |           |           |           |           |           |           |           |           |
| Charo Vega           | Nieta de Pastora Imperio                         |           |           |           |           |           |           |           |           |           |           |           |           |           |
| Paco Tomás           | Periodista y escritor                            |           |           |           |           |           |           |           |           |           |           |           |           |           |
| Lydia Lozano         | Periodista                                       |           |           |           |           |           |           |           |           |           |           |           |           |           |
| Belén Rodríguez      | Periodista                                       |           |           |           |           |           |           |           |           |           |           |           |           |           |
| Bárbara Zorrilla     | Psicóloga                                        |           |           |           |           |           |           |           |           |           |           |           |           |           |
| Jimmy Giménez-Arnau  | Periodista                                       |           |           |           |           |           |           |           |           |           |           |           |           |           |
| Santi Villas         | Periodista                                       |           |           |           |           |           |           |           |           |           |           |           |           |           |
| Montse Suárez        | Abogada                                          |           |           |           |           |           |           |           |           |           |           |           |           |           |
| Pilar Vidal          | Periodista                                       |           |           |           |           |           |           |           |           |           |           |           |           |           |
| Tino Torrubiano      | Paparazzi                                        |           |           |           |           |           |           |           |           |           |           |           |           |           |
| Kiko Matamoros       | Colaborador de televisión y polemista            |           |           |           |           |           |           |           |           |           |           |           |           |           |
| Antonio Montero      | Periodista y paparazzi                           |           |           |           |           |           |           |           |           |           |           |           |           |           |
| Marta Amaya          | Corista de Rocío Jurado                          |           |           |           |           |           |           |           |           |           |           |           |           |           |
| Lorenzo Zotano       | Amigo de Rocío Jurado                            |           |           |           |           |           |           |           |           |           |           |           |           |           |
| Kiko Hernández       | Colaborador de televisión                        |           |           |           |           |           |           |           |           |           |           |           |           |           |
| Mily Pineda          | Asistenta de Rocío Jurado                        |           |           |           |           |           |           |           |           |           |           |           |           |           |
| José María Franco    | Chófer de Rocío Jurado                           |           |           |           |           |           |           |           |           |           |           |           |           |           |
| Teresa Lázaro        | Canguro de Gloria Camila y José Fernando Ortega  |           |           |           |           |           |           |           |           |           |           |           |           |           |
| Toni Rodríguez       | Guardaespaldas de Rocío Carrasco                 |           |           |           |           |           |           |           |           |           |           |           |           |           |
| Ana Bernal Triviño   | Periodista                                       |           |           |           |           |           |           |           |           |           |           |           |           |           |
| Cristina Cárdenas    | Ex amiga de Rocío Carrasco                       |           |           |           |           |           |           |           |           |           |           |           |           |           |

Con la participación especial deRocío Carrasco
- Intervención en plató: Capítulos 0-1, 3-4, 8, 9, 10, 11, 12, 13 y 14.
- Intervención telefónica: Capítulo 2.

Actuaciones
- Mentissa 'Et bam': Capítulo 5.
- María Peláe 'Que vengan a por mí': Capítulo 6.
- Vega 'Como yo te amo': Capítulo 7.
- Lorena Gómez 'Me vuelvo a la vida': Capítulo 8.
- Gonzalo Hermida 'En el punto de partida': Capítulo 10.
- Ruth Lorenzo 'Libre': Capítulo 13.

## Episodios
| Temporada | Temporada | Episodios | Estreno             | Estreno             | Final                   | Final                   | Audiencia media | Audiencia media |
| Temporada | Temporada | Episodios | Mitele Plus         | Telecinco           | Mitele Plus             | Telecinco               | Espectadores    | Cuota           |
| --------- | --------- | --------- | ------------------- | ------------------- | ----------------------- | ----------------------- | --------------- | --------------- |
|           | 1         | 14        | 16 de junio de 2022 | 17 de junio de 2022 | 2 de septiembre de 2022 | 14 de noviembre de 2022 | 1 095 000       | 13,5%           |

### Temporada 1 (2022)
| N.º (Prog.) | Título                                                    | Fecha de emisión en Mitele Plus | Fecha de emisión en Telecinco | Audiencia en Telecinco |
| ----------- | --------------------------------------------------------- | ------------------------------- | ----------------------------- | ---------------------- |
| 0           | «No estaba sola»                                          | 16 de junio de 2022             | 17 de junio de 2022           | 1 488 000 (17,9%)      |
| 1           | «Mi abuela Rocío»                                         | 16 de junio de 2022             | 17 de junio de 2022           | 1 488 000 (17,9%)      |
| 2           | «Te tengo que estar queriendo hasta después de la muerte» | 24 de junio de 2022             | 2 de septiembre de 2022       | 867 000 (11,8%)        |
| 3           | «En el nombre de Pedro (parte 1)»                         | 1 de julio de 2022              | 6 de septiembre de 2022       | 1 012 000 (11,8%)      |
| 4           | «En el nombre de Pedro (parte 2)»                         | 8 de julio de 2022              | 6 de septiembre de 2022       | 1 012 000 (11,8%)      |
| 5           | «Que no se te olvide nunca que yo soy Ortega Cano»        | 15 de julio de 2022             | 12 de septiembre de 2022      | 1 072 000 (12,2%)      |
| 6           | «Matar al león»                                           | 22 de julio de 2022             | 19 de septiembre de 2022      | 901 000 (12,4%)        |
| 7           | «Rocío siempre»                                           | 29 de julio de 2022             | 26 de septiembre de 2022      | 1 028 000 (13,6%)      |
| 8           | «El espectáculo más grande del mundo: la vida»            | 5 de agosto de 2022             | 3 de octubre de 2022          | 1 065 000 (13,6%)      |
| 9           | «Ella no quería irse»                                     | 12 de agosto de 2022            | 10 de octubre de 2022         | 1 050 000 (12,6%)      |
| 10          | «El nuevo testamento»                                     | 19 de agosto de 2022            | 17 de octubre de 2022         | 1 276 000 (15,7%)      |
| 11          | «El pozo»                                                 | 26 de agosto de 2022            | 24 de octubre de 2022         | 1 228 000 (15,1%)      |
| 12          | «La Yerbabuena»                                           | 29 de agosto de 2022            | 31 de octubre de 2022         | 1 100 000 (13,6%)      |
| 13          | «La verdad del museo»                                     | 31 de agosto de 2022            | 7 de noviembre de 2022        | 1 020 000 (12,3%)      |
| 14          | «Todos contra una»                                        | 2 de septiembre de 2022         | 14 de noviembre de 2022       | 1 140 000 (13,3%)      |

- Los episodios 0-1 y 2 se emitieron dentro del Deluxe.